# Вилхелм II (Юлих)
Вижте пояснителната страница за други личности с името Вилхелм II.
Вилхелм II фон Юлих (на френски: Wilhelm II von Jülich, * ок. 1325, † 13 декември 1393) от Дом Юлих-Хаймбах, е от 1361 до 1393 г. херцог на Юлих.

## Биография
Той е вторият син на херцог Вилхелм I фон Юлих (1299 – 1361) и съпругата му Йохана фон Авеснес-Холанд (1315 – 1374), дъщеря на граф Вилхелм III от Холандия. Брат е на Герхард VI († 1360), граф на Берг.
Баща му го поставя още през 1343 г. за сърегент. След това те имат конфликти и синът държи баща си затворен от 1349 до 1351 г. След смъртта на баща му през 1361 г. херцогството Юлих отива на Вилхелм II.
В битката при Бесвайлер през 1371 г. Вилхелм II държи затворен Венцел I, херцога на Брабант. Той се подчинява през 1372 г. на император Карл IV и осигурява за синовете си наследството за Херцогство Гелдерн.

## Фамилия
Вилхелм II се жени през декември 1362 г. за Мария фон Гелдерн (* ок. 1328, † ноември 1397), дъщеря на Райналд II († 1343), херцог на Гелдерн. Те имат децата:
- Вилхелм (1364−1402), от 1371/77 като Вилхелм I херцог на Гелдерн и от 1393 г. като Вилхелм III херцог на Юлих
- Райналд (1365 – 1423), от 1402 г. като Райналд IV херцог на Гелдерн и като Райналд I херцог на Юлих
- Йохана, ∞ Йохан XII господар на Аркел († 1426). Тя е баба на Арнолд от Егмонт.